# Sarah Flower Adams

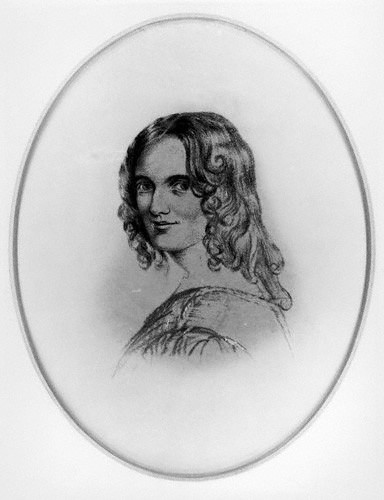
Sarah Flower Adams

Sarah Flower Adams född Flower den 22 februari 1805 död den 14 augusti 1848 i London, var en engelsk sångtextförfattare, diktare och under en tid skådespelare. Hon tillhörde en unitarisk församling i Finsbury i London. 
Hon föddes i Harlow i Essex som yngsta dotter till Benjamin Flower. Hennes längsta verk är Vivia Perpetua, A Dramatic Poem (1841), som handlar om livet för de tidigt kristna.  
Adams var författare till ett flertal psalmer, exempelvis "He sendeth sun, He sendeth shower" och "Nearer, my God, to Thee" (Närmare, Gud, till dig). Närmare, Gud, till dig trycktes första gången 1841 och är medtagen i The Church Hymn book 1872 (nr 911). På svenska bland annat i Metodistkyrkans psalmbok 1896 och Lilla Psalmisten 1909 i en översättning av Nils Frykman. Finns också i en översättning av Emanuel Linderholm från 1912. Psalmen finns i Den svenska psalmboken, dess ekumeniska del med nummer 271. 
Tonsatt av Lowell Mason 1856. Enligt uppgift i The English Hymnal with Tunes (1906), där psalmen "Nearer, my God to thee" (nr 444), är melodin komponerad av John Bacchus Dykes. 
År 1834 gifte hon sig med järnvägsingenjören William Bridges Adams. 
Hon dog av tuberkulos vid 43 års ålder.

## Psalmer
- Drag mig, o Herre kär nr 131 i Svensk söndagsskolsångbok 1908 i översättning av Erik Nyström.
- Närmare, Gud, till dig (Nr 275 i Metodistkyrkans psalmbok 1896,  nr 143 i Lilla Psalmisten 1909, nr 271 Den svenska psalmboken 1986)
- Nya psalmer 1921
  - 598 Närmare, Gud, till dig